# 近全缘千里光
近全缘千里光（学名：Senecio subdentatus）是菊科千里光属的植物。分布于高加索、西伯利亚、俄罗斯、中亚地区以及中国大陆的新疆等地，见于多砂砾处，目前尚未由人工引种栽培。